# Robert Gilman
Robert C. Gilman is een grondlegger en pionier op het gebied van duurzaamheid. Samen met zijn vrouw Diane Gilman deed hij hierbij onder andere onderzoek naar ecodorpen. Het werk van hen was belangrijk voor het in kaart krijgen en definiëren van de ecodorp beweging en voor het vormgeven van een wereldwijd netwerk van ecodorpen. In opdracht van de Gaia Trust, een Deens fonds dat zich bezighoudt met de wereldwijde transitie naar een duurzame samenleving, schreven de Gilmans in 1991 de studie Eco-Villages and Sustainable Communities (Ecodorpen en duurzame gemeenschappen). Deze studie is uitgegroeid tot een van de standaardwerken rondom dit thema.
Ook schreef hij in zijn eigen magazine In Context in dat jaar een artikel getiteld “The Eco-village Challenge” (de ecodorp-uitdaging), waarin de eerste definitie werd gegeven van een ecodorp. Een ecodorp werd hierbij gedefinieerd als een nederzetting:
- die een menselijke schaal heeft
- over alle benodigde faciliteiten beschikt
- waar menselijke activiteiten naadloos zijn geïntegreerd in de natuurlijke wereld
- die een gezonde menselijke ontwikkeling ondersteund en
- tot in het oneindige gecontinueerd kan worden[2]

Deze definitie is later de leidende definitie geworden voor de ecodorp beweging.

## Van astrofysica naar wereldwijde duurzaamheid
Robert Gilman is academisch opgeleid in de astrofysica. Hij studeerde in 1967 af aan Universiteit van Californië - Berkeley met een bachelor in astronomie en kreeg in 1969 een promotieplaats in astrofysica bij de Princeton-universiteit (New Jersey). Gilman heeft vervolgens lesgegeven, onderzoek gedaan bij de Universiteit van Minnesota, het Harvard-Smithsonian Astrofysisch Observatorium en was een toegevoegd researcher bij NASA's Instituut voor Ruimtestudies.
Medio jaren 70 kwam hij tot het inzicht dat "de sterren kunnen wachten, maar de planeet niet". Vanaf dat moment verschoof zijn aandacht naar wereldwijde duurzaamheid, onderzoek naar de toekomst en naar strategieën voor positieve culturele veranderingen. In dat kader ontwierpen en bouwden hij en zijn vrouw in 1975 hun eigen huis op zonne-energie. In 1979 stichtten zij vervolgens samen het Context Institute, een van de eerste NGO's die zich bezighielden met duurzaamheid.
In 1983 begon het Context Institute een uitgave te publiceren genaamd In Context, een kwartaalblad over de weg naar een duurzame menselijke cultuur en samenleving. Gilman was hiervan de auteur. In Context won zowel in 1991 als 1994 de prijs van Utne Reader, een magazine gefocust op nieuwe en inspirerende ideeën voor de wereld, voor het blad met de "Beste informatie over opkomende issues".
Gilman was een lid van de gemeenteraad in Langley, Washington in de VS tot 2011. Sindsdien is zijn aandacht weer gericht op In Context.